# Cséffa község
Cséffa község (románul: Comuna Cefa) község Bihar megyében, Romániában. Központja Cséffa, beosztott falvai Atyás, Inánd.

## Népessége
A 2011-es népszámlálás adatai alapján a község népessége 2272 fő volt.

## Története
2003-ban Gyapju és Mezőbikács falvak átkerültek az újonnan alakult Gyapju községhez.